# Exchange Job Definition Format
Das Exchange Job Definition Format (XJDF) ist eine Weiterentwicklung und Vereinfachung des Job Definition Format und wird von der CIP4 Organisation betreut.

## Technologie
XJDF basiert, ebenso wie das Job Definition Format JDF, auf XML. Ab der Version XJDF 2.2 wird auch eine Implementierung in JSON unterstützt. Während man mit JDF versuchte, eine vollständig elektronische Auftragstasche mit allen dazugehörigen Arbeitsschritten zu beschreiben, liegt bei XJDF das Hauptaugenmerk auf der Beschreibung eines einzelnen Arbeitsschrittes bzw. eines Druckproduktes. Hierdurch entfallen viele Referenzen zwischen den Arbeitsschritten, sodass die XML-Struktur im XJDF einfacher aufgebaut ist.

## Anwendung
Mit XJDF lassen sich sowohl Druckprodukte beschreiben, als auch Arbeitsschritte zur Herstellung von Druckprodukten planen. In beiden Fällen können allgemeine Kopfdaten, wie Liefertermin, Adressen oder Mengen, übertragen werden.
Bei der Beschreibung von Produkten werden Eigenschaften des fertigen Produktes, wie Größe, Farbigkeit, Papiertyp oder Bindeart, beschrieben. Hierbei wird die Auswahl des Fertigungsprozesses dem Lieferanten überlassen.
Bei der Beschreibung von Arbeitsschritten werden Details der Fertigung, wie Maschinenzuordnung, Eigenschaften von Zwischenprodukten und Maschineneinstellungen, übertragen.

## Referenzimplementierung von XJDF
In einer Referenzimplementierung wird XJDF benutzt, um Web-to-Print Systeme mit dem Druckproduktionssystem Prinect der Heidelberger Druckmaschinen zu verbinden.

## Geschichte
XJDF wurde zur Drupa 2016 angekündigt und in mehreren Veranstaltungen und Veröffentlichungen näher erläutert. 
Das Exchange Job Definition Format wurde Anfang 2018 veröffentlicht und ist bei CIP4 im Bereich XJDF erhältlich. Derzeit liegt XJDF als version XJDF 2.2 vor.